# Глюбол
Глюбо́л або глюоній (англ. glueball) є гіпотетичною складною частинкою фізики елементарних частинок. Він складається винятково з глюонів без валентних кварків. Такий стан можливий, тому що глюони несуть колірний заряд і беруть участь в сильній взаємодії. Глюболи дуже складно визначити в прискорювачах частинок, оскільки вони змішуються зі звичайними станами мезонів.
Теоретичні розрахунки показують, що глюболи повинні існувати в діапазонах енергій, доступних з урахуванням сучасних технологій колайдерів. Проте, через вищезгадані труднощі вони досі не спостерігались і не були достовірно підтверджені,, хоча феноменологічні розрахунки припускають, що експериментально визначена частинка, що позначається {\displaystyle f_{0}(1710)}, має властивості, що відповідають очікуваним для глюбола Стандартної моделі.
Передбачення існування глюбола є одним з найважливіших передбачень Стандартної Моделі фізики елементарних частинок, які досі не були підтверджені експериментально. Глюболи єдині частинки передбачені Стандартною моделлю з повним моментом імпульсу (J) (у ядерній фізиці та фізиці елементарних частинок його іноді називають «внутрішнім спіном»), який може набувати значень 2 або 3 в основних станах.

## Властивості глюбола
Теоретично можливо визначити всі властивості глюбола і вивести їх з рівнянь і фундаментальних констант квантової хромодинаміки без подальших введень з експериментів. Таким чином, передбачені властивості цих гіпотетичних частинок можна детально описати, використовуючи тільки Стандартну модель, яка має широке визнання в фізичній літературі. Але існує значна невизначеність пов'язана з вимірюванням деяких основних констант, а також зі складністю розрахунків в квантовій хромодинаміці (КХД). Розрахунки в КХД настільки складні, що розв'язки рівнянь майже завжди є числовими наближеннями. Це може привести до зміни теоретичних передбачень властивостей глюбола.

## Склад і колірний заряд
Теоретичні дослідження глюболів були зосереджені на глюболах, що складаються з двох або трьох глюонів, за аналогією з мезонами і баріонами, які складаються з двох і трьох кварків відповідно. Як мезони і баріони глюбол матиме нейтральний колірний заряд. Баріонне число (баріонний заряд) глюобола — нуль.
Глюоболи не мають електричного заряду, оскільки глюони не несуть електричного заряду.

## Повний момент імпульсу
Двоглюонний глюбол може мати повний момент імпульсу (J) рівний 0 (скаляр) або 2 (тензор). Триглюонний глюбол може мати повний момент імпульсу 1 (векторний бозон) або 3. Всі глюболи мають цілий повний момент імпульсу, що означає, що вони швидше бозони ніж ферміони.
Елементарні частинки в основних станах, в яких J=0 або J=2, можна легко відрізнити від глюбола. Гравітон, в якого J=2 буде безмасовим і не матиме колірного заряду, так буде відрізнений від глюбола. Бозон Хіггса є єдиною фундаментальною частинкою в Стандартній моделі з J=0, також є безколірним, а отже, не бере участі в сильних взаємодіях. Маса Бозона Хіггса близько в 25-80 разів більша за масу різних глюболів, які передбачаються Стандартною моделлю.

## Маса
Глюболи передбачаються квантовою хромодинамікою як масивні частинки, попри те, що самі глюони мають нульову масу спокою. Розглядалися глюболи зі всіма чотирма можливими комбінаціями квантових чисел Р і С для кожного можливого моменту імпульсу. Існує щонайменше 15 можливих станів глюбола, включно зі збудженими, в яких ті ж самі квантові числа, але відрізняються маси. Так, найлегший стан з масою 1,4 ГеВ/с2 (для глюбола з квантовими числами J=0, P=+ , C=+), а найважчий з масою майже 5 ГеВ/с2 (для глюбола з квантовими числами J=0, P=+ , C=-).
Ці маси — того ж порядку, що й маси багатьох експериментально спостережуваних мезонів і баріонів.

## Стабільність і розпад
Так само як і всі мезони і баріони в Стандартній моделі, крім протона, глюбол передбачається як нестабільна частинка. Особливості розпаду глюона:
- Симетрія аромату при розпаді
- Немає радіаційного розпаду і розпаду на два фотони
- Розпадається на π π, K, K,, K + K- , і η η (скалярний глюбол).[6]

## Історія дослідження
Існування глюбола, зв'язаного стану глюонів, є прямим наслідком глюон-глюонної взаємодії в квантовій хромодинаміці, яка, в свою чергу, слідує із неабелевої групи SU(3). Виникнення подібних станів передбачалось по аналогії із кварк-антикварковими станами в рамках кварк-глюонної теорії адронів в 1972 році. Перша модель спектру глюболу на основі кварк-глюонної теорії поля була створена Гаральдом Фріцшем та Петером Мінковським в 1975 році. Вона базувалася на аналогічній поведінці безмасових глюонів та фотонів. Впродовж наступних сорока років вченими були докладені значні зусилля для теоретичного аналізу та експериментальних пошуків глюболу. На даний момент переконливих доказів експериментального спостереження глюболу немає, тим не менш, його існування вважається можливим.

## Утворення глюбола

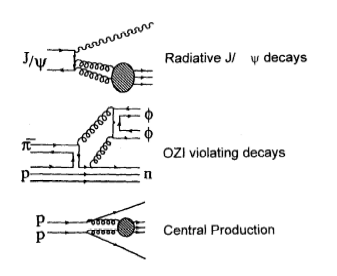
Утворення глюбола

Глюболи можуть бути отримані в реакціях, показаних на малюнку.
Інші можливі способи отримання глюбола включають нуклон-антинуклонну анігіляцію. В цьому випадку кварки і антикварки можуть перебудовуватися таким чином, що у кінцевому стані утворюється кілька глюонів і qq мезон.

## Експериментальні частинки, що схожі на глюбол
Експерименти на прискорювачах частинок часто можуть ідентифікувати нестійкі частинки і визначати маси цих частинок з точністю близько 10 МеВ/с2, але не можуть визначити частоту цих частинок, а отже і їх властивості. Багато таких частинок було виявлено, хоча в деяких експериментах такі частинки можна розглядати як сумнівні. Деякі з таких частинок, які могли бути глюболами включають наступні:
- X(3020) – виявлена у співпраці BaBar є кандидатом в глюбол в збудженому стані 2−+, 1+− або 1—з масою приблизно 3.02 ГеВ/c2.[5]

- f0(500) також відома як σ – властивості цієї частинки можливо відповідають глюону з масою 1000 MeB або 1500 MeB..[10]

- f0(980) – структура цієї частинки узгоджується з існуванням легкого глюбола.[10]
- f0(1370) – кандидат на частинку змішаного глюбол-мезонного стану.[10]
- f0(1500) – існування цієї частинки не викликає сумніву, але її статус як частинки змішаного глюбол-мезонного стану або чистого глюбола не підтверджено.[10]
- f0(1710) – – існування цієї частинки не викликає сумніву, але її статус як частинки змішаного глюбол-мезонного стану або чистого глюбола не підтверджено.[10]

Багато з цих кандидатів були предметами активних досліджень щонайменше 18 років.